# 大久保利泰
大久保 利泰（おおくぼ としひろ、1934年（昭和9年）9月17日 - ）は、日本の歴史学者。
大久保利謙の長男。大久保利通、近藤廉平の曾孫。医師・大久保利晃は従弟。
東京府生まれ。利通以降の大久保家5代当主（曾祖父・利通→大伯父・利和→祖父・利武→父・利謙→利泰）。慶應義塾大学文学部・経済学部卒業。1960年（昭和35年）から1994年（平成6年）まで横浜ゴム株式会社勤務。定年退職後、1997年（平成9年）から社団法人霞会館理事、常務理事。2013年（平成25年）から霞会館顧問。

## 著書
- 『東京都庭園美術館 旧朝香宮邸をたずねて』非売品、霞会館、2000年。
- 『遺品逸品』共著、光文社・知恵の森文庫、2006年。
- 『薩摩のキセキ』共著、総合法令出版、2007年。
- 『霞会館京都支所のあゆみ』非売品、霞会館、2010年。

監修
- 森重和雄・倉持基・松田好史 編『大久保家秘蔵写真 大久保利通とその一族』国書刊行会、2013年10月20日発行。